# Violette Grabski
Violette Grabski, née le 21 mai 1990 à Marche-en-Famenne (province de Luxembourg), est une illustratrice et autrice de bande dessinée belge. Également connue sous le nom de plume Violette Imagine.

## Biographie

### Jeunesse et formation
Violette Grabski naît le 21 mai 1990 à Marche-en-Famenne. Dans son minuscule village des Ardennes belges, près de Durbuy, elle grandit entourée de forêts, d’animaux et de contes,. Elle étudie à l'Académie royale des beaux-arts de Liège en option Scénographie où elle obtient après cinq ans son master. En parallèle, elle suit la formation infographie/conception 3D aux cours du soir à l'Institut wallon de Formation en Alternance et des indépendants et Petites et Moyennes Entreprises (IFAPME) de Liège pour ensuite se tourner vers l'animation 3D et 2D en suivant des formations au Pôle Image de Liège avec le studio Waooh !. En 2013, elle obtient la bourse Horlait-Dapsens décernée par la Fondation artistique Horlait-Dapsens.

### Illustratrice
Elle illustre le livre jeunesse écrit par Alicia Cardyn  Le Plus Grand Secret du monde publié par Actes Sud Jeunesse.  
Ses illustrations sont majoritairement réalisées à l’aquarelle qu'elle mixe avec d’autres techniques comme les crayons de couleur, l’encre de Chine, d'encre à colorant soluble dans l'eau ou encore la gouache,.
En 2024, elle illustre sous son nom le roman pour enfants Tildir la catastrophe, premier tome de la série Les Petites Sorcières d'Anne-Fleur Multon. 
En 2025, elle illustre les textes de 
Géraldine Collet pour Loup loupe tout ! qui paraît dans la collection « Les incontournables » des éditions Glénat.

### Dessinatrice et coloriste
En bande dessinée, en collaboration avec la scénariste Séverine de la Croix, elle lance la trilogie Le Livre d'Ayla dans la collection « Jeunesse » des éditions parisiennes Delcourt en 2024. Elle dessine et réalise la mise en couleur du premier volet : La Rune des deux mondes. Ce récit fantastique au temps du médiéval-fantasy du XVIe siècle met en scène Ayla qui se voit, comme sa mère avant elle, accusée de sorcellerie,. Afin de ne pas être conduite au bûcher, elle décide de quitter sa famille d'adoption et de fuir en espérant retrouver son peuple, les Mogaïs, des créatures magiques qui se cachent du regard des hommes. Pour le critique Damien Canteau, membre de l'Association des critiques et des journalistes de bande dessinée (ACBD) qui écrit sur Comixtrip : « Le livre d’Ayla bénéficie de la superbe partie graphique de Violette Grabski. Pour sa première bande dessinée, l’autrice réalise de très jolies planches à l’aquarelle. Son dessin fait d’un simple trait est d’une grande lisibilité. Le lecteur apprécie la douceur et la chaleur de ses pages. Il est enchanté par les différents petits peuples de la nature et les animaux. Il suffira de se pencher sur le dossier en fin d’album, Le petit monde d’Ayla, pour être convaincu par les belles recherches graphiques de Violette Grabski. ». Le journaliste Jean-Laurent Truc écrit quant à lui sur Ligne claire : « Violette Grabski dont c'est la première BD montre qu'elle a un vrai avenir dans le genre. ». Le second tome paraît en 2025.

### Vie privée
Elle vit à Liège avec son compagnon Quentin, également illustrateur, et leur chienne Ponyo.

## Publications

### Bande dessinée

#### Le Livre d'Ayla
- 1. La Rune des deux mondes[17],[18],[19],[20], Delcourt, coll. « Jeunesse », Paris, 6 mars 2024
Scénario : Séverine de la Croix - Dessin et couleurs : Violette Grabski -  (ISBN 978-2-413-04776-6) — Format Comics.
- 2. L'Esprit du cheval[16], Delcourt, coll. « Jeunesse », Paris, 19 février 2025
Scénario : Séverine de la Croix - Dessin et couleurs : Violette Grabski -  (ISBN 978-2-413-08135-7)

### Illustration
- Violette Sicre (ill. Violette Grabski), Le Petit Conte du dragon, Vouzan, Contes de griotte éditions, 2017, 43 p., ill.; 21 cm (ISBN 978-2-9558666-3-4)
- Anne-Fleur Multon (ill. Violette Grabski), Tildir la catastrophe[8], Paris, Éditions Sarbacane, coll. « Pocus », juin 2024, 112 p., ill.; 20 cm (ISBN 9791040804406)

#### En tant que Violette Imagine
- Alia Cardyn (ill. Violette Imagine), Le Plus Grand Secret du monde[6], Arles, Actes Sud Jeunesse, 11 octobre 2023, 40 p., ill.; 29 cm (ISBN 978-2-330-17824-6)
- Aurélie Guigonnet (ill. Violette Imagine), Mon frère derrière les nuages, Paris, Yo ! éditions, 13 novembre 2023, 33 p., ill.; 30 cm (ISBN 978-2-494443-05-1)

### Expositions collectives
- Il était une fois… 4 illustratrices[21], Galerie La Tour, Château d'Oupeye, du 5 au 24 avril 2024.

#### Articles
- Violette Imagine (interviewée par An Tu Ha An), « Illustrateur.trice : le métier : Violette Imagine : « C'est ça que je veux faire, c'est ça que je montre » », Tu Ha An,‎ 25 décembre 2022 (lire en ligne, consulté le 18 janvier 2025).

### Vidéographie
- [vidéo] « Entretien avec Violette Imagine : elle était sur le point d'abandonner l'illustration ! », sur YouTube, 4 mai 2021